# Dumitru Dron
Dumitru Dron (n. 30 octombrie 1893, Cucioaia, Telenești – d. 22 februarie 1977, Simeria, Județul Hunedoara, România) a fost un deputat în Sfatul Țării. Mandat între 7 februarie 1918 și 27 noiembrie 1918. Membru al comisiei bugetare.

## Biografie
Dumitru Dron a obținut studii elementare în satul de baștină Cucioaia. A studiat ulterior la gimnaziul din Bălți împreună cu Anton Crihan și Dimitrie Cărăuș, unicii români băștinași, care au studiat la această instituție. 
În anul 1911 a fost admis la facultatea de matematică a Universității Novorossisk din Odesa.
În anul 1914 este îndreptat pe frontul românesc, unde a luptat ca soldat al armatei țariste.
În anul 1916, folosindu-se de întreruperile dintre lupte, absolvă Institutul Politehnic din București, facultatea de construcții. 
În anul 1917 participă la organizarea Comitetului moldovenesc al soldaților frontului.
În luna octombrie al anului 1917 participă la lucrările congresului soldaților moldoveni.
Uniunea Social- democrată îl înaintezează deputat în Parlamentul basarabean "Sfatul Țării".
La 28 iunie 1940 se evacuează la Iași, lucrează în transportul feroviar.
După 22 iunie 1941 este mobilizat la restaurarea căii ferate Iași-Ungheni-Chișinău.
Din anul 1944 locuiește la Sibiu, unde este devansat în serviciu din funcția de inspector în cea de stagiar. 
Lucrează până la pensionare (1953) în Simeria.
Dumitru Dron a fost căsătorit cu Elena Gonța (Dron)- prima femeie inginer din România, originară din Puțintei, Orhei. A avut 3 copii: Andrei, Tatiana și Eugenia. Este înmormântat în cavoul familial la Simeria.